# Jeremiah White
Jeremiah White (født 4. april 1982) er en tidligere fodboldspiller fra USA.
Jeremiah White er 173 cm høj og spillede højre midtbane, men kunne også bruges som angriber. Han er kendt som en hurtig spiller, der i øvrigt kaster meget lange indkast. Inden han kom til AGF spillede han for Wake Forest University, hvor han blev ACC Player of the Year in 2003, og han var i 2004 New England Revolutions 3. runde draft pick i MLS SuperDraft. Han kom imidlertid til Europa, hvor han har spillet i Serbien, Grækenland og FC Guegnon i den næstbedste række i Frankrig, inden han kom til AGF.
Jeremiah White er gift med Dana White, sammen har de to børn. Den første opkaldt efter faderen: Jeremiah White, og nummer to Daniel White.